# Sick-Kaserne

Pour-le-Mérite-Träger Georg Sick im Feld

Die ab 1938 als Sick-Kaserne bezeichnete Garnison in Neumünster beherbergte von 1872 bis 1897 eine Abteilung des Schleswig-Holsteinischen Feldartillerie-Regiments Nr. 9. Von 1897 bis 1918 war sie Heimat für das Schleswig-Holsteinische Infanterie-Regiment Nr. 163 der preußischen Armee. Nach einer zivilen Nutzung in der Weimarer Republik bezog die Wehrmacht 1934 mit dem Infanterieregiment 46 die Kaserne. 1938 erhielt sie ihren Namen nach dem preußischen Offizier Georg Sick. Nach der Befreiung Neumünsters durch die Alliierten nutzten britische Truppen, Polizei und Technisches Hilfswerk Teile der Kaserne, während andere Bereiche noch bis 1957 für die Unterbringung von Displaced Persons (Person, die nicht an diesem Ort beheimatet ist) dienten. Ab 1956 waren der Stab der Panzerbrigade 18 sowie weitere Einheiten der 6. Panzergrenadierdivision hier untergebracht. Die Kaserne umfasste etwa 7,56 Hektar. Nach ihrer Aufgabe durch die Bundeswehr Ende September 1994 wurde der technische Bereich der Kaserne abgerissen und es wurden dort Wohngebäude errichtet. Die denkmalgeschützten Kasernengebäude wurden erhalten und zu Wohnungen sowie einem Pflegeheim und einer Einrichtung für betreutes Wohnen umgenutzt.

## Bau und Nutzungsgeschichte
Als in Neumünster am 1. Oktober 1872 ein Bataillon des Infanterieregiments 85 und im November 1872 eine reitende Abteilung des Schleswig-Holsteinischen Feldartillerie-Regiments Nr. 9 stationiert wurden, fehlte es zur Unterbringung an einer Kaserne, so dass die Einheiten zunächst interimsweise Unterkünfte in mehreren Gebäuden im Stadtgebiet beziehen mussten. Die Stadt entschloss sich daher, an der Kreuzung der heutigen Werderstraße mit der Wippendorfstraße eine Artilleriekaserne zu errichten. Die Kosten für Zwischenunterkünfte und Kasernenneubau beliefen sich auf 76.000 Taler. Es entstanden 1873 das Hauptgebäude, ein Unterkunftsgebäude, Stallungen, Geräteschuppen und eine Reithalle. 1897 wurde die Artillerieabteilung nach Itzehoe verlegt. Für eine neue Stationierung von Militär wurde von der Stadt eine große zentrale Kaserne gefordert, die einem Regiment Platz bieten konnte. Neumünster erklärte sich trotz der Baukosten von 1.683.450 Reichsmark zur Erweiterung der Kasernenanlagen bereit. Im Gegenzug mietete die Preußische Armee für 25 Jahre die Kaserne zu einem jährlichen Mietzins von 101.007 Reichsmark. Am 1. April 1897 zogen zwei Bataillone des Infanterieregiments 163 mit 1.100 Mann zwar in die Kaserne ein. Die Bauarbeiten an den einzelnen Gebäuden waren jedoch längst nicht abgeschlossen. Erst am 19. August 1899 konnte mit dem Offizierskasino der vorerst letzte Bau seiner Bestimmung übergeben werden. Insgesamt waren vier Unterkunfts-, ein Wirtschafts- und ein Stabsgebäude sowie eine Wache und die Offiziersspeiseanstalt entstanden. 1913 wurde ein weiteres Gebäude für die neu geschaffene MG-Kompanie des Infanterieregiments im Bereich südlich der Roonstraße übergeben. Im August 1914 verließ das Infanterieregiment 163 Neumünster in den Ersten Weltkrieg. Am 27. November 1918 wurde das Regiment außer Dienst gestellt und am 19. August 1920 die Kaserne durch die Reichswehr aufgegeben. Die Stadt Neumünster nutzte die Gebäude daraufhin zivil für Wohnungen, Kataster- und Finanzamt sowie Gewerbebetriebe um. Obwohl nach dem Versailler Vertrag die Größe der Reichswehr begrenzt war, betrieben die Nationalsozialisten ab 1933 systematisch die Aufrüstung. Am 25. April 1934 kaufte das Dritte Reich von der Stadt Neumünster die Kaserne für 1,4 Millionen Reichsmark. Bis zum 3. September 1934 war die Kaserne geräumt, so dass am 4. Oktober 1934 das durch Abgaben aus dem Infanterieregiment 6 gebildete Infanterieregiment 46 mit Stab und einem Bataillon in das Objekt einziehen konnte. Gleichzeitig begannen Umbauarbeiten. 1938 wurde die Kaserne nach dem preußischen Offizier und ehemaligen Kommandeurs des Infanterieregiments 163 Georg Sick als „Sick-Kaserne“ offiziell benannt. Im Oktober 1944 wurden Teile der Kaserne, die 1873 als Artilleriekaserne errichtet worden waren, durch Bomben getroffen. Das ehemalige Hauptgebäude sowie Stallungen, Geräteschuppen und Reithalle wurden größtenteils zerstört. Die ab 1897 hinzugekommenen Teile der Kaserne blieben hingegen weitgehend unversehrt. Am 3. Mai 1945 wurde Neumünster kampflos den alliierten Truppen übergeben. Ein Gebäude wurde kurzfristig durch britische Truppen genutzt. Von 1949 bis 1958 nutzte die Polizeidirektion und das Technische Hilfswerk Teile der Kaserne. Hauptsächlich wurden jedoch bis 1957 Flüchtlinge und andere Displaced Persons untergebracht. Der 1948 geplante Bau eines Lichtspieltheaters auf dem Kasernengelände kam nicht zustande. Ab 1956 begann mit der Bildung der Bundeswehr die erneute militärische Nutzung der Sick-Kaserne: am 30. April warb eine Auskunftsstelle für den Dienst bei der Bundeswehr und am 5. Juli wurde die Standortverwaltung hier eingerichtet.
Die Panzerbrigade 18 war in der Sick-Kaserne mit Stab und Stabskompanie beheimatet. Sie war aus der am 1. Juli 1956 in Neumünster aufgestellten Kampfgruppe B 1 entstanden, die zunächst in Kampfgruppe B 6 zum 1. April 1958 umbenannt wurde. Am 16. März 1959 erfolgte aus Teilen der Kampfgruppe B 6 die Bildung der Panzerbrigade 18 der 6. Panzergrenadierdivision. Am 26. April 1988 erhielt sie den Beinamen „Holstein“ verliehen. Sie verblieb bis zum 1. Halbjahr 1994 in der Sick-Kaserne in Neumünster und musste sodann aufgrund der Aufgabe dieser Liegenschaft in die Hindenburg-Kaserne umziehen. Am 17. September 1997 wechselte sie von der aufgelösten 6. zur 14. Panzergrenadierdivision „Hanse“. Am 4. April 2003 verlegte die Panzerbrigade 18 „Holstein“ mit ihrem Hauptquartier aus der zu räumenden Hindenburg-Kaserne in Neumünster nach Boostedt in die Rantzau-Kaserne. Ihre Zeit in der Boostedter Kaserne währte allerdings nicht lang: zum 31. Dezember 2008 wurde sie außer Dienst gestellt.
Das Panzerjägerbataillon 3 wurde ab dem 24. Juli 1956 in der Sick-Kaserne aufgestellt. Doch bereits Anfang 1957 erfolgte die Verlegung in die Scholtz-Kaserne in Neumünster. Das Bataillon wurde am 16. März 1959 wieder aufgelöst. Teile wurden am 1. April 1959 zur Aufstellung des Panzerbataillon 184 verwendet. Des Weiteren wurde die 1. Kompanie zur Panzerjägerkompanie 320, die 2. Kompanie zur Panzerjägerkompanie 170 und die 3. Kompanie zur Panzerjägerkompanie 160 umgegliedert. Die Einheiten kamen teilweise an neue Standorte.
Durch die Verlegung des Panzerjägerbataillons 3 wurde Platz für das Quartiermeisterbataillon 3. Diese Einheit war am 16. Juli 1956 bei Strande-Altbülk in der Anlage Belvedere, einer ehemaligen Marinekaserne, aufgestellt worden. Mit zwei Transport- und einer Stabskompanie kommt das Bataillon am 1. April 1957 in die Sick-Kaserne nach Neumünster. Aber auch diese Einheit verweilt hier nur kurz: am 15. März 1958 geht es weiter nach Delmenhorst in die Caspari-Kaserne. Dort wird es zunächst am 1. April 1959 zum Versorgungsbataillon 316 umgegliedert. Am 30. Mai 1973 wird aus ihm das Versorgungsbataillon 11 und zum 1. Oktober 1975 das Nachschubbataillon 11. Am 31. Dezember 2003 erfährt es in Delmenhorst schließlich die Auflösung.
Die leichte Feldzeuginstandsetzungskompanie 6, die 1957 in der Steuben-Kaserne in Achim für die 6. Panzergrenadierdivision aufgestellt worden war, wurde im Januar 1958 in die Sick-Kaserne nach Neumünster verlegt und im Zuge der Umstellung auf die Heeresstruktur 2 im Jahre 1959 aufgelöst.
Am 1. März 1958 wurde in der Sick-Kaserne das Fernmeldebataillon 6 der 6. Panzergrenadierdivision aufgestellt, jedoch am 6. und 7. April 1959 in die Hindenburg-Kaserne in Neumünster verlegt. Dort blieb es und wurde am 1. April 1993 zum Stabs- und Fernmeldebataillon 6 umgegliedert. Mit Auflösung der Division trat es zum 31. März 1997 außer Dienst.
Das Feldartillerieregiment 6 erlebte ab 1. Oktober 1958 in der Sick-Kaserne seine Aufstellung. Am 16. März 1959 wurde es in Artillerieregiment 6 umbenannt. Die Aufstellung der Stabsbatterie war zum 1. September 1959 abgeschlossen. Die Bildung der dem Regiment unterstellten Einheiten erfolgte schrittweise an anderen Standorten. Am 1. März 1965 verlegte das Artillerieregiment in die neu errichtete Kaserne nach Kellinghusen. Dort wurde es schließlich am 31. März 1997 aufgelöst.
Des Weiteren konnte ab 1. April 1959 in der Sick-Kaserne in Neumünster das Versorgungsbataillon 186 der Panzerbrigade 18 gebildet werden. Diese Einheit verblieb bis zum 30. September 1972 in der Kaserne, wobei die einzelnen Kompanien an unterschiedlichen Standorten untergebracht waren. Die 1. Kompanie des Bataillons ging sodann zum 1. Oktober 1972 in der 1./Versorgungsbataillon 6 mit neuem Standort in der Rantzau-Kaserne in Boostedt auf. Aus der 3. Kompanie wurde die Instandsetzungskompanie 180 und aus der 4. Kompanie die Nachschubkompanie 180. Die 2. Kompanie war als Geräteeinheit bereits am 1. Juli 1972 dem Sanitätsbataillon 6 unterstellt worden.
Auch das Verbindungskommando Luftwaffe zu Brigadekommando Panzerbrigade 18 war ab 1. April 1959 in der Sick-Kaserne untergebracht und verblieb hier bis zu seiner Auflösung.
Am 1. Oktober 1961 zog in die Sick-Kaserne der Panzerspähzug 180 der Panzerbrigade 18 ein. Diese Einheit war aus der am 16. September 1958 in der Scharnhorst-Kaserne in Lingen (Ems) aufgestellten Panzeraufklärungskompanie 180 entstanden. Die Kompanie, die am 7. Januar 1959 zunächst in die Anlage Belvedere nach Strande-Altbülk und im August 1959 in die Freiherr-von-Fritsch-Kaserne nach Breitenburg verlegt worden war, wurde am 30. September 1961 schließlich aufgelöst. Der aus ihr hervorgegangene Panzerspähzug 180 blieb als Brigadespähzug in der Sick-Kaserne, bis er 1980 als IV. Zug der 4. Kompanie in das Panzeraufklärungsbataillon 6 in Eutin integriert wurde.
In der Sick-Kaserne war die Bundeswehrfachschulkompanie Neumünster ab 1. November 1965 bis zur Aufgabe der Liegenschaft stationiert.
Mit der Bildung des Territorialkommandos Schleswig-Holstein der Territorialverteidigung am 1. Juli 1969 erfolgte auch die Aufstellung des Sanitätskommandos 600 in der Sick-Kaserne. Im Zusammenhang mit der Auflösung des Territorialkommandos Schleswig-Holstein zum 31. März 1994 wurde auch das Sanitätskommando 600 außer Dienst gestellt.
Die aus der aufgelösten 4./Versorgungsbataillon 186 hervorgegangene Nachschubkompanie 180 der Panzerbrigade 18 verblieb zunächst in der Sick-Kaserne in Neumünster. Zwischen dem 28. November und dem 20. Dezember 1984 verlegte sie in die Rantzau-Kaserne nach Boostedt. Hier löste sie sich am 31. März 1994 auf und ging in der 2. und 6. Kompanie des Nachschubbataillons 6 auf.
Die aus der Ausbildungskompanie 9/6 am 1. Oktober 1980 hervorgegangene und in der Lettow-Vorbeck-Kaserne in Bad Segeberg stationierte Ausbildungskompanie Stabsdienst/Militärkraftfahrer 2/6 kam am 1. April 1985 in die Sick-Kaserne nach Neumünster. Sie sollte in Neumünster lediglich temporär bis zum Abschluss von Sanierungsarbeiten an der Segeberger Kaserne verbleiben. Sie  wurde am 1. Juli 1987 dem Panzerartilleriebataillon 185 unterstellt, verblieb jedoch bis zu ihrer Auflösung hier.
Durch die Heeresstruktur 4 erhielt die Panzerbrigade 18 ein weiteres, teilgekadertes Bataillon: das gemischte teilaktive Panzerbataillon 181. Dessen Stab und die 4. Kompanie wurde am 1. April 1981 in der Sick-Kaserne aufgestellt. 1983 verlegte die 4. Kompanie in die Rantzau-Kaserne nach Boostedt und wurde bereits zum 31. März 1991 wieder aufgelöst. Ihr folgte das gesamte Bataillon zum 30. September 1992.
Am 1. Januar 1986 wurde in der Sick-Kaserne die Fahrschulgruppe Bad Segeberg 2 gebildet, die bis zu ihrer Auflösung zum 31. März 1994 hier untergebracht blieb.
Das Lazarett 6144 war in der Sick-Kaserne als Geräteeinheit vom 1. Oktober 1986 bis zur Aufgabe der Liegenschaft eingelagert.
Zur medizinischen Versorgung war in der Sick-Kaserne der Sanitätsbereich 11/16 mit Material ausgestattet. Die Sanitätsgruppe Neumünster bestand hier vom 1. April 1984 bis zur Aufgabe der Liegenschaft. Zudem war die Standortfernmeldeanlage 117/311 und die Verpflegungsstelle Neumünster in der Sick-Kaserne eingerichtet. Der Wallmeistertrupp 113/3 war hier ebenfalls stationiert.
In den 1960er und 1970er Jahren wurden Gebäude im technischen Bereich, Wirtschaftsgebäude und eine neue Wache errichtet. Ab den 1980er Jahren begannen umfangreiche Sanierungsarbeiten, unter anderem auch an den Fassaden der Kasernengebäude. Diese Maßnahmen wurden jedoch 1990 eingestellt. Ab Januar 1990 wurden Übersiedler aus der Deutschen Demokratischen Republik und Aussiedler in dem Gebäude, das der Bundeswehrfachschulkompanie zugewiesen war, in den oberen Geschossen untergebracht.
Die Sick-Kaserne wurde zum 1. Oktober 1994 geschlossen.

## Konversion

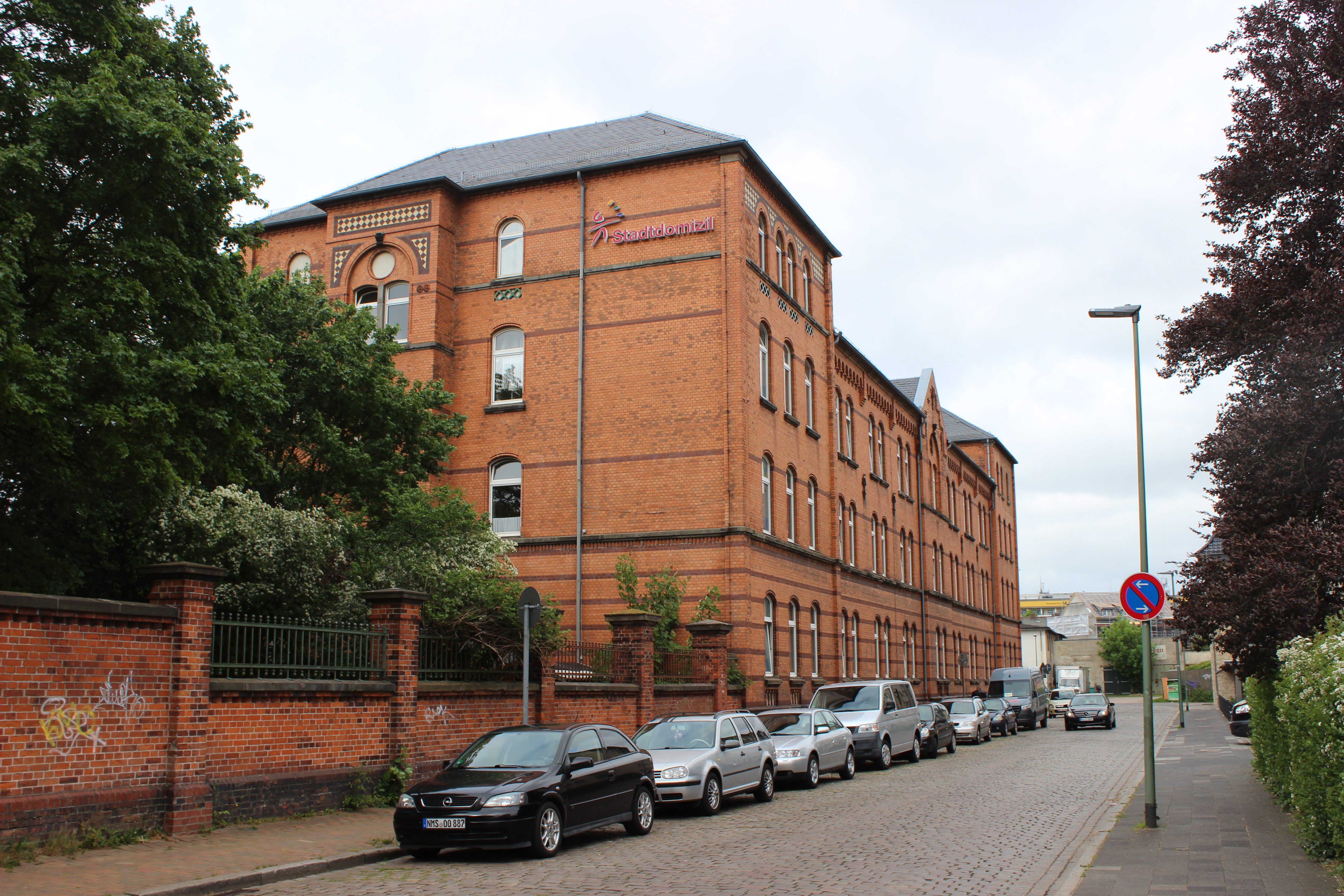
Ehemaliges Offizierheim der Sick-Kaserne, heute Senioren- und Pflegeheim

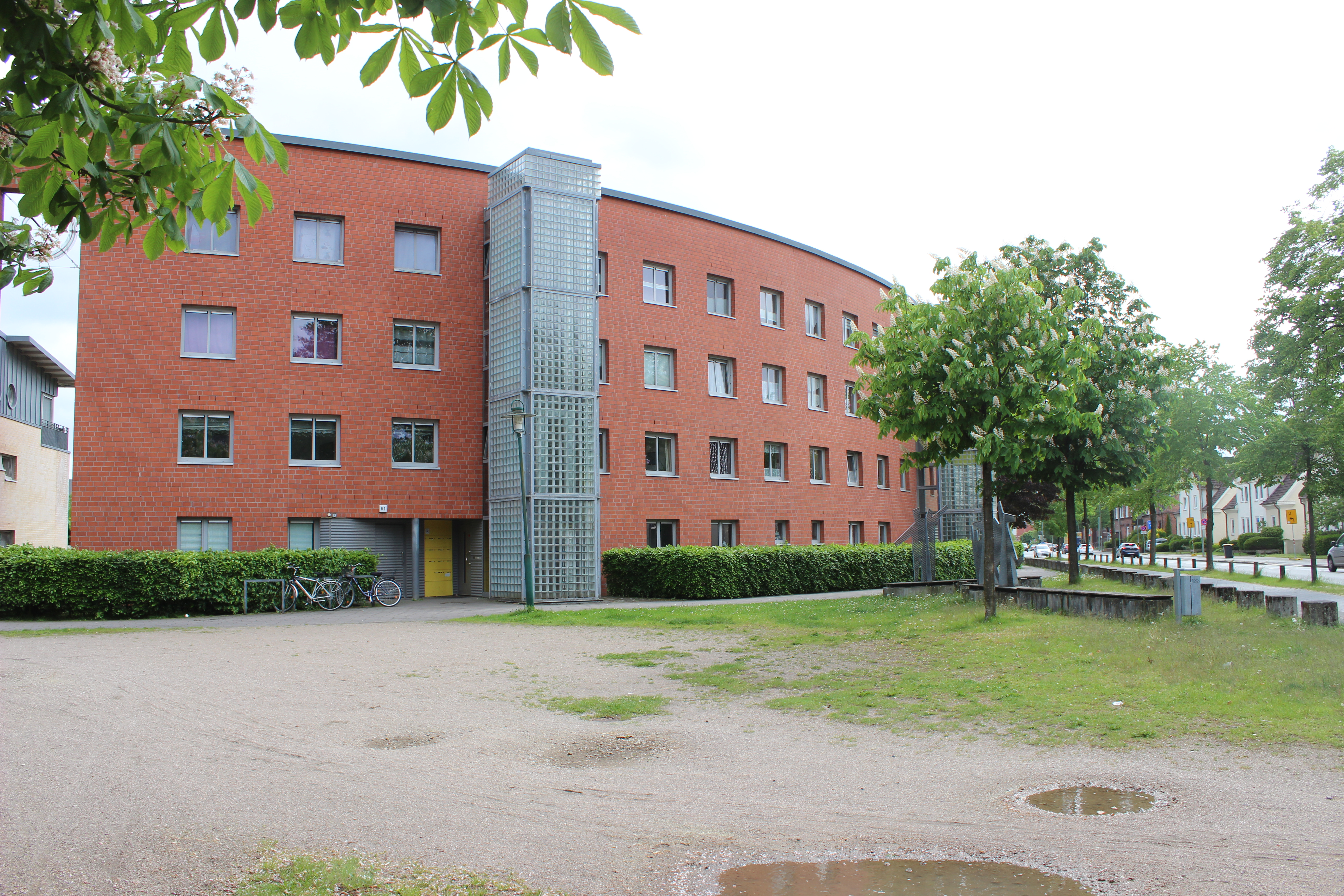
Konversion der Sick-Kaserne, neu errichtetes Wohngebäude

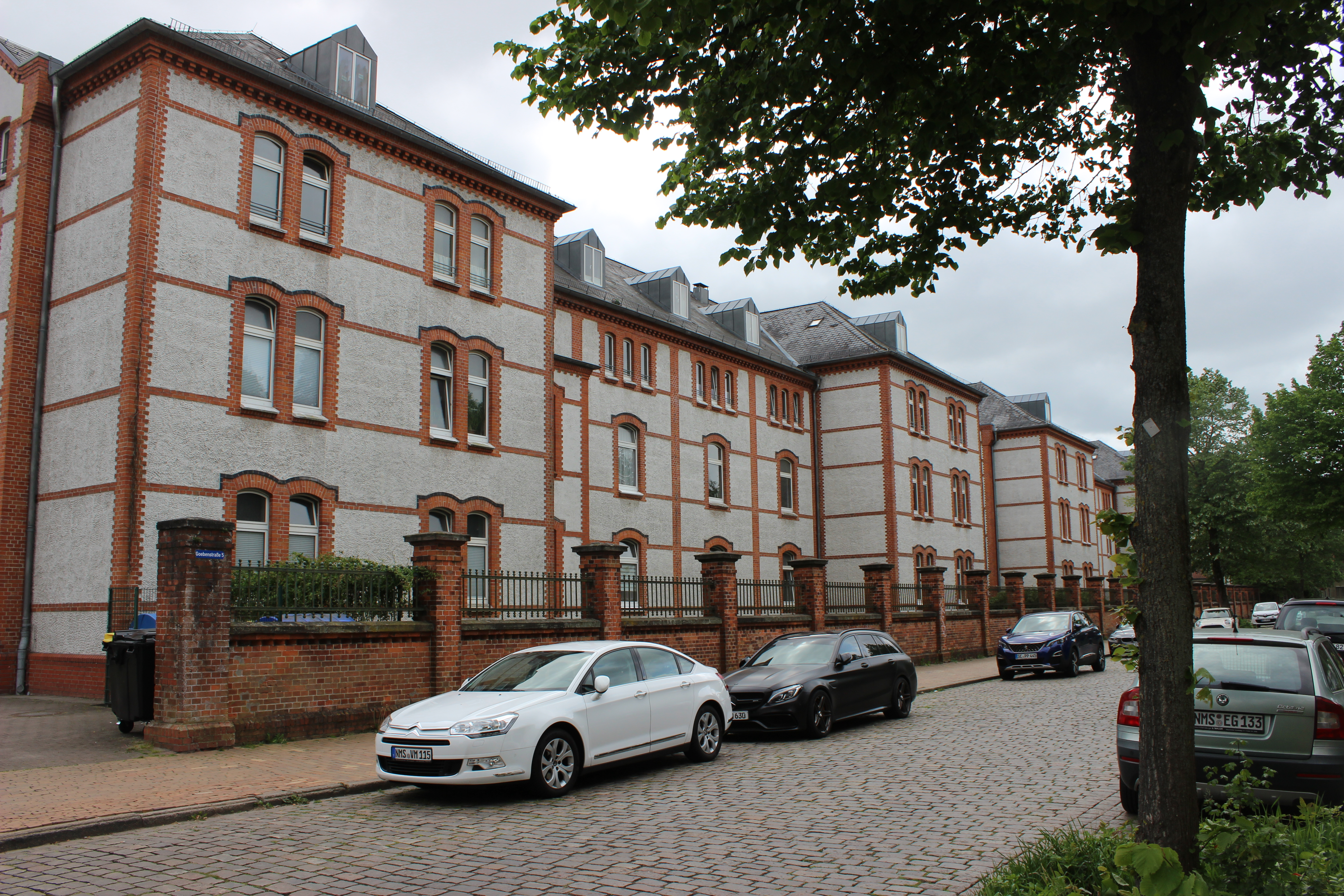
Ehemalige Mannschaftsunterkünfte der Sick-Kaserne

Nach der Entscheidung vom 20. Dezember 1991 über die Aufgabe der Sick-Kaserne durch die Bundeswehr wurde zunächst geprüft, ob eine Weiternutzung des Offizierskasinos noch erfolgen muss. 1992 wurde festgestellt, dass auch an diesem Objekt seitens der Bundeswehr kein Bedarf mehr bestand. Die Liegenschaften wurden der Stadt Neumünster zum Kauf angeboten.
Bereits vor Aufgabe der militärischen Nutzung fasste die Ratsversammlung von Neumünster am 26. Oktober 1993 einen Aufstellungsbeschluss für den Bebauungsplan Nr. 160 „Sick-Kaserne“. In Abstimmung mit der Vermögensverwaltung des Bundes war der Abbruch der Gebäude im 4,5 Hektar umfassenden technischen Bereich der Kaserne, um auf dieser Fläche Wohngebäude zu errichten. Für das 2,5 Hektar große Areal, auf dem sich die Stabs- und Unterkunftsgebäude befinden, war die Ausweisung als Mischgebiet und die Unterbringung von privaten Dienstleistungsbetrieben und öffentlichen Verwaltungen vorgesehen. Mit dem Auszug der Bundeswehr Ende September 1994 wurde ein Gebäude durch den Bund zur Unterbringung von Spätaussiedlern an die Stadt vermietet. Zugleich erwog das Land Schleswig-Holstein, drei weitere Gebäude für die Zentrale Aufnahmestelle für Spätaussiedler und ausländische Flüchtlinge anzumieten. Mit der städtischen Wohnungsbaugesellschaft wurden Verwertungsverhandlungen über den technischen Bereich geführt.
Nachdem ein Verkauf an die Wohnungsbaugesellschaft als Investor erfolgt war, erstellte diese eine Rahmenplanung, zu der eine frühzeitigen Bürgerbeteiligung durchgeführt wurde. Im Ergebnis dieses Verfahrensschrittes wurde am 5. September 1996 durch den Bau-, Planungs- und Umweltausschuss der Stadt Neumünster eine Variante als Planungsgrundlage für den Entwurfs- und Auslegungsbeschluss des Bebauungsplanentwurfs ausgewählt. Am 17. Dezember 1996 fasste die Ratsversammlung den entsprechenden Beschluss, so dass ab 3. Februar 1997 eine erste Auslegung erfolgte. Da Änderungen am Entwurf daraufhin vorgenommen wurden, erfolgte ab 30. Juni 1996 eine erneute Auslegung. Am 16. Dezember 1997 wurde der Bebauungsplan 160 „Sick-Kaserne“ durch die Ratsversammlung beschlossen. Er ist seit 14. März 1998 rechtskräftig. Trotz der zentralen Lage der Flächen in Neumünster und der Nähe zu Haupt- und Zentralen Omnibusbahnhof gelang es nicht, die ursprünglich geplante Nutzung als Mischgebiet umzusetzen. Daher setzt der Bebauungsplan auf dem gesamten Kasernenareal ein Allgemeines Wohngebiet mit einer Fläche von 65.912 Quadratmetern fest. Hinzu kommen 4.390 Quadratmeter Grünflächen, 46 Quadratmeter Versorgungsanlagen und 5.251 Quadratmeter Verkehrsflächen. Insgesamt wurden 17 Grundstücke für Mehrfamilienhäuser ausgewiesen. Die verkehrliche Erschließung wurde der städtischen Wohnungsbaugesellschaft als Vorhabenträger auferlegt. Lediglich 200.000 DM musste die Stadt Neumünster für den Bau eines Schmutzwasserkanals aufbringen.
Ab 1998 wurde mit der Sanierung und dem Umbau in einigen der denkmalgeschützten Kasernengebäude zur Schaffung von Wohnungen begonnen. Zwei Mannschaftsgebäude, das Offizierskasino und das Stabs-, Wach- und Unterkunftsgebäude wurden für eine Seniorenwohnanlage umgenutzt, in der 79 Mietwohnungen mit angeschlossenen Betreuungsleistungen geschaffen wurden. Die Wohnungsbaugesellschaft begann 1999 an der Roonstraße im nördlichen Teil der Sick-Kaserne sowie an der Werderstraße im südlichen Areal mit dem Neubau von drei- bis viergeschossigen Wohngebäuden, die mit halbkreisrunder Grundform einen städtebaulichen Kontrast zu den rechteckigen Kasernenbauten bilden sollten. 2000 wurden die Bauten fertiggestellt und bezogen. Der Grünflächenzug durch das Quartier mit Spiel- und Liegewiesen, Sport- und Spielflächen und kleine Quartiersplätze wurde 2000 bis 2001 geplant und bis 2002 realisiert.
Im Dezember 2006 wurde in einem ehemaligen Unterkunftsgebäude der Artilleriekaserne an der Werderstraße nach umfassenden Sanierungs- und Umbaumaßnahmen eine Senioren- und Pflegeeinrichtung eröffnet.
Am 27. August 2013 beschloss die Ratsversammlung von Neumünster, auf dem südlichen Teil des ehemaligen Kasernengeländes an der Werderstraße ein neues Familienzentrum als Ersatz für eine bestehende Einrichtung zu schaffen. Finanziert werden sollte das Projekt auch aus der Städtebauförderung. Am 8. Juli 2014 wurde das Vorhaben, ein Familienzentrum mit einer Kinder- und Jugendfreizeiteinrichtung, eine Kita mit 20 Krippenplätzen und 40 Kindergartenplätzen, ein Bewegungsraum sowie Beratungsmöglichkeiten unmittelbar durch die Stadt für 3,3 Millionen Euro zu realisieren und hierfür eine 3.900 Quadratmeter große Fläche des Kasernengeländes von der städtischen Wohnungsbaugesellschaft zu kaufen, der Ratsversammlung zur Entscheidung vorgelegt, die ihm zustimmte. Im Zusammenhang mit der Aufstellung der Unterlagen für einen Architektenwettbewerb fiel eine Fehlkalkulation auf: das Projekt war tatsächlich 1,4 Millionen Euro teurer als angenommen. Am 21. August 2015 wurde ein hochbaulicher Realisierungswettbewerb ausgelobt. Am 12. April 2016 wurde das Ergebnis veröffentlicht. Sieger war ein Architekturbüro aus Emsdetten mit Landschaftsarchitekten aus Düsseldorf. Am 12. Dezember 2017 stimmte die Ratsversammlung einem Entwurf zum Bau des Familienzentrums zu und deckelte die Kosten auf 4,9 Millionen Euro. Das Familienzentrum wurde noch nicht errichtet.
Ein weiteres Vorhaben auf dem ehemaligen Kasernengelände ist die Errichtung von 4 Punkthäusern mit einer Grundfläche von 5.200 Quadratmetern, in denen 64 seniorenfreundliche Wohnungen entstehen sollen. Die Gebäude sollen entlang der Straße „An der Sick-Kaserne“ entstehen. Auftraggeber ist das städtische Wohnungsbauunternehmen. Der Baustart ist für 2021 geplant.

## Denkmalschutz
Die Bautengruppe der Sick-Kaserne um den dreieckigen Kasernenhof, bestehend aus Stabs- und Unterkunftsgebäude, Offiziersgebäude, Brigadestabsgebäude, drei Unterkunftsgebäuden, Kantinengebäude und ehem. Mannschaftshaus/Sanitätsgebäude an der Goebenstraße sowie ein weiteres Mannschaftsgebäude südöstlich des Komplexes an der Werderstraße wurden vom Land Schleswig-Holstein unter Denkmalschutz gestellt.